# Étoile de Bessèges 2016
L'Étoile de Bessèges 2016, quarantaseiesima edizione della corsa e valida come prova del circuito UCI Europe Tour 2016 categoria 2.1, si è svolta in cinque tappe dal 3 febbraio al 7 febbraio 2016, su un percorso totale di 621 km con partenza da Bellegarde e arrivo a Alès.
È stata vinta dal francese Jérôme Coppel della IAM Cycling, con il tempo di 14h49'26".

## Tappe
| Tappa  | Data       | Percorso                        | km  | Vincitore di tappa | Leader cl. generale |
| ------ | ---------- | ------------------------------- | --- | ------------------ | ------------------- |
| 1ª     | 3 febbraio | Bellegarde > Beaucaire          | 156 | Bryan Coquard      | Bryan Coquard       |
| 2ª     | 4 febbraio | Nîmes > Méjannes-le-Clap        | 153 | Bryan Coquard      | Bryan Coquard       |
| 3ª     | 5 febbraio | Bessèges > Bessèges             | 152 | Sylvain Chavanel   | Sylvain Chavanel    |
| 4ª     | 6 febbraio | Tavel > Laudun-l'Ardoise        | 148 | Ángel Madrazo      | Sylvain Chavanel    |
| 5ª     | 7 febbraio | Alès > Alès (cron. individuale) | 12  | Jérôme Coppel      | Jérôme Coppel       |
| Totale | Totale     | Totale                          | 621 |                    |                     |

## Squadre partecipanti
| N.    | Cod. | Squadra                      |
| ----- | ---- | ---------------------------- |
| 1-8   | LTS  | Lotto-Soudal                 |
| 11-18 | FDJ  | FDJ                          |
| 21-28 | ALM  | AG2R La Mondiale             |
| 31-38 | IAM  | IAM Cycling                  |
| 41-48 | DEN  | Direct Énergie               |
| 51-58 | CJR  | Caja Rural-Seguros RGA       |
| 61-68 | COF  | Cofidis, Solutions Crédits   |
| 71-78 | FVC  | Fortuneo-Vital Concept       |
| 81-88 | DMP  | Delko-Marseille Provence-KTM |
| 91-98 | RML  | Roubaix-Métropole de Lille   |

| N.      | Cod. | Squadra                          |
| ------- | ---- | -------------------------------- |
| 101-108 | TSV  | Topsport Vlaanderen-Baloise      |
| 111-118 | WGG  | Wanty-Groupe Gobert              |
| 121-128 | AUB  | HP BTP-Auber 93                  |
| 131-138 | ROT  | Team Roth                        |
| 141-148 | WBC  | Wallonie Bruxelles-Group Protect |
| 151-158 | ADT  | Armée de Terre                   |
| 161-168 | SKT  | An Post-ChainReaction            |
| 171-178 | VER  | Veranclassic-AGO                 |
| 181-188 | VWT  | Veranda's Willems Cycling Team   |

## Dettagli delle tappe

### 1ª tappa
- 3 febbraio: Bellegarde > Beaucaire – 156 km

Risultati
| Pos. | Corridore        | Squadra   | Tempo    |
| ---- | ---------------- | --------- | -------- |
| 1    | Bryan Coquard    | Direct É. | 3h25'38" |
| 2    | Timothy Dupont   | Veranda's | s.t.     |
| 3    | Antoine Demoitié | Wanty     | s.t.     |

| Pos. | Corridore        | Squadra   | Tempo    |
| ---- | ---------------- | --------- | -------- |
| 1    | Bryan Coquard    | Direct É. | 3h25'38" |
| 2    | Timothy Dupont   | Veranda's | a 4"     |
| 3    | Antoine Demoitié | Wanty     | a 6"     |

### 2ª tappa
- 4 febbraio: Nîmes > Méjannes-le-Clap – 153 km

Risultati
| Pos. | Corridore       | Squadra     | Tempo    |
| ---- | --------------- | ----------- | -------- |
| 1    | Bryan Coquard   | Direct É.   | 3h51'23" |
| 2    | Matteo Pelucchi | IAM Cycling | s.t.     |
| 3    | Dimitri Claeys  | Wanty       | s.t.     |

| Pos. | Corridore      | Squadra   | Tempo    |
| ---- | -------------- | --------- | -------- |
| 1    | Bryan Coquard  | Direct É. | 7h16'41" |
| 2    | Dimitri Claeys | Wanty     | a 13"    |
| 3    | Timothy Dupont | Veranda's | a 14"    |

### 3ª tappa
- 5 febbraio: Bessèges > Bessèges – 152 km

Risultati
| Pos. | Corridore        | Squadra      | Tempo    |
| ---- | ---------------- | ------------ | -------- |
| 1    | Sylvain Chavanel | Direct É.    | 3h40'06" |
| 2    | Tony Gallopin    | Lotto-Soudal | s.t.     |
| 3    | Arthur Vichot    | FDJ          | s.t.     |

| Pos. | Corridore        | Squadra      | Tempo     |
| ---- | ---------------- | ------------ | --------- |
| 1    | Sylvain Chavanel | Direct É.    | 10h56'53" |
| 2    | Tony Gallopin    | Lotto-Soudal | a 2"      |
| 3    | Arthur Vichot    | FDJ          | a 9"      |

### 4ª tappa
- 6 febbraio: Tavel > Laudun-l'Ardoise – 156 km

Risultati
| Pos. | Corridore           | Squadra    | Tempo    |
| ---- | ------------------- | ---------- | -------- |
| 1    | Ángel Madrazo       | Caja Rural | 3h35'18" |
| 2    | Evaldas Šiškevičius | Delko      | a 2"     |
| 3    | Dieter Bouvry       | Roubaix    | a 4"     |

| Pos. | Corridore        | Squadra      | Tempo     |
| ---- | ---------------- | ------------ | --------- |
| 1    | Sylvain Chavanel | Direct É.    | 14h32'24" |
| 2    | Tony Gallopin    | Lotto-Soudal | a 2"      |
| 3    | Arthur Vichot    | FDJ          | a 9"      |

### 5ª tappa
- 7 febbraio: Alès > Alès – cronometro individuale – 12 km

Risultati
| Pos. | Corridore      | Squadra     | Tempo  |
| ---- | -------------- | ----------- | ------ |
| 1    | Jérôme Coppel  | IAM Cycling | 16'49" |
| 2    | Thibaut Pinot  | FDJ         | a 13"  |
| 3    | Jean-C. Péraud | AG2R La M.  | a 15"  |

| Pos. | Corridore     | Squadra      | Tempo     |
| ---- | ------------- | ------------ | --------- |
| 1    | Jérôme Coppel | IAM Cycling  | 14h49'26" |
| 2    | Tony Gallopin | Lotto-Soudal | a 13"     |
| 3    | Thibaut Pinot | FDJ          | a 14"     |

## Evoluzione delle classifiche
| Tappa              | Vincitore          | Classifica generale Maglia corallo | Classifica a punti Maglia gialla | Classifica degli scalatori Maglia blu | Classifica dei giovani Maglia bianca | Classifica a squadre |
| ------------------ | ------------------ | ---------------------------------- | -------------------------------- | ------------------------------------- | ------------------------------------ | -------------------- |
| 1ª                 | Bryan Coquard      | Bryan Coquard                      | Bryan Coquard                    | Roland Thalmann                       | Anthony Turgis                       | Direct Énergie       |
| 2ª                 | Bryan Coquard      | Bryan Coquard                      | Bryan Coquard                    | Roland Thalmann                       | Dylan Page                           | Direct Énergie       |
| 3ª                 | Sylvain Chavanel   | Sylvain Chavanel                   | Bryan Coquard                    | Jérôme Cousin                         | Antoine Warnier                      | FDJ                  |
| 4ª                 | Ángel Madrazo      | Sylvain Chavanel                   | Bryan Coquard                    | Roland Thalmann                       | Pierre-Roger Latour                  | FDJ                  |
| 5ª                 | Jérôme Coppel      | Jérôme Coppel                      | Bryan Coquard                    | Roland Thalmann                       | Pierre-Roger Latour                  | FDJ                  |
| Classifiche finali | Classifiche finali | Jérôme Coppel                      | Bryan Coquard                    | Roland Thalmann                       | Pierre-Roger Latour                  | FDJ                  |

## Classifiche finali

### Classifica generale - Maglia corallo
| Pos. | Corridore           | Squadra      | Tempo     |
| ---- | ------------------- | ------------ | --------- |
| 1    | Jérôme Coppel       | IAM Cycling  | 14h49'26" |
| 2    | Tony Gallopin       | Lotto Soudal | a 13"     |
| 3    | Thibaut Pinot       | FDJ          | a 14"     |
| 4    | Sylvain Chavanel    | Direct É.    | a 16"     |
| 5    | Arthur Vichot       | FDJ          | a 28"     |
| 6    | Dries Devenyns      | IAM Cycling  | a 33"     |
| 7    | Pierre-Roger Latour | AG2R La M.   | a 40"     |
| 8    | Maxime Monfort      | Lotto Soudal | a 49"     |
| 9    | Anthony Delaplace   | Fortuneo     | a 53"     |
| 10   | Julien Antomarchi   | Roubaix      | a 1'00"   |

### Classifica a punti - Maglia gialla
| Pos. | Corridore        | Squadra      | Punti |
| ---- | ---------------- | ------------ | ----- |
| 1    | Bryan Coquard    | Direct É.    | 54    |
| 2    | Ángel Madrazo    | Caja Rural   | 43    |
| 3    | Sylvain Chavanel | Direct É.    | 41    |
| 4    | Tony Gallopin    | Lotto Soudal | 34    |
| 5    | Timothy Dupont   | Veranda's    | 33    |

### Classifica scalatori - Maglia blu
| Pos. | Corridore       | Squadra     | Punti |
| ---- | --------------- | ----------- | ----- |
| 1    | Roland Thalmann | Team Roth   | 18    |
| 2    | Jérôme Coppel   | IAM Cycling | 16    |
| 3    | Thibaut Pinot   | FDJ         | 16    |
| 4    | Jérôme Cousin   | Cofidis     | 16    |
| 5    | S. Reichenbach  | FDJ         | 14    |

### Classifica dei giovani - Maglia bianca
| Pos. | Corridore           | Squadra    | Punti     |
| ---- | ------------------- | ---------- | --------- |
| 1    | Pierre-Roger Latour | AG2R La M. | 14h50'06" |
| 2    | Antoine Warnier     | Wallonie   | a 55"     |
| 3    | Jacob Scott         | An Post    | a 3'29"   |
| 4    | Daan Myngheer       | Roubaix    | a 4'14"   |
| 5    | Franck Bonnamour    | Fortuneo   | a 4'23"   |

### Classifica a squadre
| Pos. | Squadra                          | Tempo     |
| ---- | -------------------------------- | --------- |
| 1    | FDJ                              | 44h31'11" |
| 2    | AG2R La Mondiale                 | a 1'00"   |
| 3    | IAM Cycling                      | a 1'20"   |
| 4    | Lotto-Soudal                     | a 2'29"   |
| 5    | Wallonie Bruxelles-Group Protect | a 3'16"   |